# Great Central League
La Great Central League fu una lega minore del baseball USA. Ebbe vita brevissima: fu fondata nel 1994 ed era composta da quattro squadre dell'upper Midwest e fallì senza concludere la sua prima stagione.
Vi parteciparono:
- Champaign-Urbana Bandits
- Lafayette Leopards
- Mason City Bats
- Minneapolis Millers

Visto l'improvviso fallimento non ci furono nemmeno campioni.